# Identitás (geometria)
Az n dimenziós téren identitás az az egybevágósági transzformáció, ami minden pontot önmagába visz. Helyben hagyásnak vagy identikus transzformációnak is nevezik.

## Tulajdonságok
- adott téren az identitás egyértelmű
- irányítástartó
- tekinthető forgatásnak: szöge k·360°
  - bármely pont választható forgásközéppontnak
- tekinthető eltolásnak: az eltolásvektor a nullvektor
- minden pont fixpont
- ha a sík egy egybevágóságának van három olyan fixpontja, ami nem esik egy egyenesre, akkor az csak az identitás lehet
- előáll pontra tükrözés, tengelyes tükrözés vagy síkra tükrözés önmagával vett szorzataként
- bármely transzformációval felcserélhető

## Algebra
Az identitás a különböző transzformációcsoportok egységeleme:
- az adott középpont körüli forgatások
- az adott tér eltolásai
- az adott tér mozgásai (irányítástartó transzformációi)
- egybevágósági transzformációk
- hasonlósági transzformációk
- affin transzformációk
- projektív transzformációk

Az identitáshoz tartozó mátrix az egységmátrix,
a síkban:
{\displaystyle \mathrm {Id} _{2}={\begin{bmatrix}1&0\\0&1\end{bmatrix}}.}
a térben:
{\displaystyle \mathrm {Id} _{3}={\begin{bmatrix}1&0&0\\0&1&0\\0&0&1\end{bmatrix}}.}
Magasabb dimenziós terekben is egyesek állnak a főátlón, a többi helyen nulla.